# Antoni Pagès i Codina
Antoni Pagès i Codina "Tonet Muixo" (Centelles, 21 de gener del 1918 – 26 de setembre del 2007) fou un músic, instrumentista de tible i compositor.

## Biografia
Fill de Manel Pagès i Montañà de Centelles i de la Maria Codina i Masnou d'Arbúcies, Va néixer el 21 de gener del 1918 a les 11 del matí a la casa del número 1 del carrer Centre de Centelles. Aprengué les primeres notes musicals seient a la falda del seu pare, en Manel Pagès i Montanà. Als 7 anys va entrar a formar part de l'Escolania Parroquial dirigida pel mossèn Jacint Anglada -organista de Centelles- i estudiant de solfeig i teoria.
L'any 1930, quan tenia 12 anys, va començar els estudis de violí, amb el mestre Carles Orra de Vic, fins a l'any 1933 que va formar part de la formació de l'Orquestrina "La Estrella" que tingué una curta durada. El mateix any juntament amb els companys J.Vila, Ll. Casanovas, E Guinovart, J. Boix, M,Boix i J. Selva, varen formar l'Orquestrina Melody Boys Jazz Orquestra. Més tard feien entrada en aquest conjunt els amics F. Frassetes i J.Boix. Interpretava els instruments Violí i Saxo alt. Aquesta orquestra durà fins a l'any 1936-1937, període de la Guerra Civil.
Durant el període de la Guerra Civil, va prendre part de la Xaranga-Orquestra de la 60 Brigada, 3a Divisió XV cos d'Exèrcit. Per aquesta participació, en acabar la guerra fou processat entre 1940-1943 en consell de guerra, sumaríssim i la pena imposada fou Sobreseïment.
L'any 1947 intervingué en la de la Cobla Centellenca i hi estigué vinculat fins al 1970, una part d'aquest període com a director. Després passà a tocar de primer tible a la cobla Lluïsos de Taradell. L'any 1951 començà a col·laborar en la Coral La Violeta, en la seva represa (i encara la dirigia l'any 1968); va pertànyer molt de temps a la junta de l'Agrupació Sardanista de Centelles i al llarg de la seva vida impulsà moltes iniciatives culturals i associatives centellenques, com el Grup Baliga-Balaga. En ocasió de les eleccions democràtiques del 1979 va participar en una candidatura d'esquerres, reprenent la seva militància socialista d'abans de la guerra; va sortir elegit regidor del primer govern municipal de la democràcia post-franquista. Compongué una trentena de sardanes.

## Sardanes
- Per tu, Gerard (Obligada de Tible) Dedicada amb tot l'efecte al meu net Gerard Pagès i Sors (Setembre 1979)
- El centenari dels Lluïsos, sardana per a cobla (1976)
- El Nuri de les sardanes, sardana per a cobla (1990)
- El petit Antoni, sardana per a cobla (1976e)
- Pietat, sardana per a cobla (1948)
- Rosina i Maria Àngels, sardana per a cobla (1976e)
- La vall del Congost, sardana per a cobla (1978e)

Sardanes

- Al·leluia de Pasqua (1954)
- Cantaires centellencs (1951)
- Centelles mil cent anys (1998)
- Colla Déu vos guard (1948)
- El petit Manel (la primera, 1947)
- El portal de la vila (1952)
- Gai abril
- Jorn d'alegria (1948)
- L'aplec de Centelles (1950)
- L'avi Vicenç (1993)
- La joguina de casa (1949)
- Vol d'ocells (1953)
- Xamosa Carme
- Xamosa Maria (1979)